# بيلو أسبيك
بيلو أسبيك (بالدنماركية: Pilou Asbæk)‏ مواليد 2 مارس 1982 في كوبنهاغن، هو ممثل دانمركي بدأ مسيرته الفنية سنة 2008. من أبرز الأعمال التي شارك فيها صراع العروش وغوست إن ذا شيل.

## الأعمال

### أفلام
- لوسي (2014) (بدور: ريتشارد)
- الحرب (2015) (بدور: كلوز مايكل بيدرسن)
- بن هور (2016)
- السور العظيم (2016)
- غوست إن ذا شيل (2017)

### مسلسلات
- البورجياس (2013)
- صراع العروش (2016)

## الجوائز
- 2010: جائزة روبرت لأفضل ممثل في دور رئيسي
- 2010: جائزة بوديل – جائزة بوديل لأفضل ممثل في دور رئيسي
- 2011: مهرجان برلين السينمائي الدولي – جائزة شوتينغ ستارز[3]

## وصلات خارجية
- بيلو أسبيك على موقع IMDb (الإنجليزية)
- بيلو أسبيك على موقع روتن توميتوز (الإنجليزية)
- بيلو أسبيك على موقع قاعدة بيانات الأفلام العربية
- بيلو أسبيك على موقع ألو سيني (الفرنسية)
- بيلو أسبيك على موقع أول موفي (الإنجليزية)
- بيلو أسبيك على موقع قاعدة بيانات الأفلام السويدية (السويدية)
- بيلو أسبيك على موقع قاعدة بيانات الفيلم (الإنجليزية)
- بيلو أسبيك على موقع كينوبويسك (الروسية)